# Стойките
Сто́йките (болг. Стойките) — село в Смолянській області Болгарії. Входить до складу общини Смолян.

## Населення
За даними перепису населення 2011 року у селі проживали 220 осіб, з них 214 осіб (99,1%) — болгари.
Розподіл населення за віком у 2011 році:
Динаміка населення: